# Hermann Gerhardt
Hermann Gerhardt (Lebensdaten unbekannt) war ein deutscher Fußballspieler.

## Karriere
Gerhardt gehörte dem FC Victoria von 1895 als Stürmer an, für den er in den vom Hamburg-Altonaer Fußball-Bund organisierten Meisterschaften in der regional höchsten Spielklasse, der A-Klasse, Punktspiele bestritt und 1907 als Meister aus dieser hervorgegangen war.
Infolgedessen bestritt er in den vom Norddeutschen Fußball-Verband ausgetragenen Norddeutschen Meisterschaften die Spielzeit 1906/07. Aufgrund des am 17. März 1907 in Hamburg mit 6:1 gegen den FuCC Eintracht 1895 Braunschweig errungenen Sieges im Finale, nahm er mit dem Verein auch folgerichtig an der sich anschließenden Endrunde um die Deutsche Meisterschaft teil. Er bestritt das am 21. April 1907 in Duisburg mit 8:1 gewonnene Viertelfinale beim Düsseldorfer FC 99 und das am 9. Mai 1907 in Hamburg mit 1:4 verlorene Halbfinale gegen den BTuFC Viktoria 89.

## Erfolge
- Norddeutscher Meister 1907
- Meister von Hamburg und Altona 1907